# Sidi Mérouane
Sidi Mérouane är en ort i Algeriet.   Den ligger i provinsen Mila, i den norra delen av landet, 290 km öster om huvudstaden Alger. Sidi Mérouane ligger 289 meter över havet och antalet invånare är 25 129.
Terrängen runt Sidi Mérouane är kuperad.Runt Sidi Mérouane är det ganska tätbefolkat, med 239 invånare per kvadratkilometer. Närmaste större samhälle är Mila, 7,8 km söder om Sidi Mérouane. Trakten runt Sidi Mérouane består till största delen av jordbruksmark.